# 조성원 (SBS)
조성원은 대한민국의 SBS의 보도본부 기자이며, 現 D콘텐츠 제작위원이다.